# Vanessa Friedman
Vanessa Friedman (Reino Unido, 1968) es la directora de moda británica y crítica de moda en jefe de The New York Times.

## Educación
Es licenciada de la Universidad de Princeton También de la Academia Phillips Exter y la Escuela Chapin.

## Carrera
En 1998 empezó a publicar en The New Yorker .
Fue Directora de Moda para InStyle Reino Unido, cargo que ocupó del 2000 al 2002.  Antes de esto, trabajó como Corresponsal de Moda para FT, como Colaboradora Artística en The Economist y fue Editora Europea en Elle Estados Unidos.  También ha escrito de manera independiente para Entertainment Weekly, Vogue, The New Yorker y Vanity Fair .
Desde el 2002 hasta marzo de 2014, Friedman fue editora de moda del Financial Times.  Ha sido la primera persona en ocupar el puesto.  Escribe una columna semanal para el Saturday FT, además de editar una página en Style, también ayuda a cubrir la industria del lujo para el periódico, y edita el suplemento bienal de The Business of Fashion. 
En marzo de 2014, Friedman fue nombrada "directora de moda y crítico de moda" de The New York Times .